# 7 (EP)
7 es un EP de la banda irlandesa de rock U2, lanzada exclusivamente en las Target Stores en los Estados Unidos el año 2002. 7 reúne varios lados-B de los sencillos de la época All That You Can't Leave Behind, los cuales no estuvieron disponibles previamente en los Estados Unidos. El título se refiere al número de canciones, así como a su precio (US$ 6,99). Adicionalmente, es una homenaje a Three, el primer lanzamiento del grupo.

## Lista de canciones
Música por U2, letras por Bono y The Edge.
1. "Summer Rain" – 4:06
2. "Always" – 3:46
3. "Big Girls Are Best" – 3:37
4. "Beautiful Day" (Quincey and Sonance mix) – 7:55
5. "Elevation" (Influx mix) – 4:02
6. "Walk On" (versión del sencillo) – 4:11
7. "Stuck in a Moment You Can't Get out of" (acústico) – 3:42

"Always" es la versión temprana de "Beautiful Day". "Big Girls Are Best" era una canción sobrante de las sesiones de Pop. Este Influx Mix de "Elevation" fue usado para abrir los conciertos del Elevation Tour. La versión del sencillo de "Walk On", a veces llamado "Hallelujah Mix" (por su coda de aleluyas), fue también incluido en conciertos, como el America: A Tribute to Heroes.

## Personal
- Bono – voz principal
- The Edge – guitarra, teclado, coros
- Adam Clayton – bajo
- Larry Mullen Jr. – batería
- Daniel Lanois, Brian Eno – producción (en todas las canciones excepto "Big Girls Are Best" y "Stuck in a Moment You Can't Get Out Of")
- Howie B, Flood – producción (en "Big Girls Are Best")
- Steve Lillywhite – producción (en "Stuck in a Moment You Can't Get Out Of")
- Nigel Godrich – producción adicional (en "Walk On")